# Český Malín

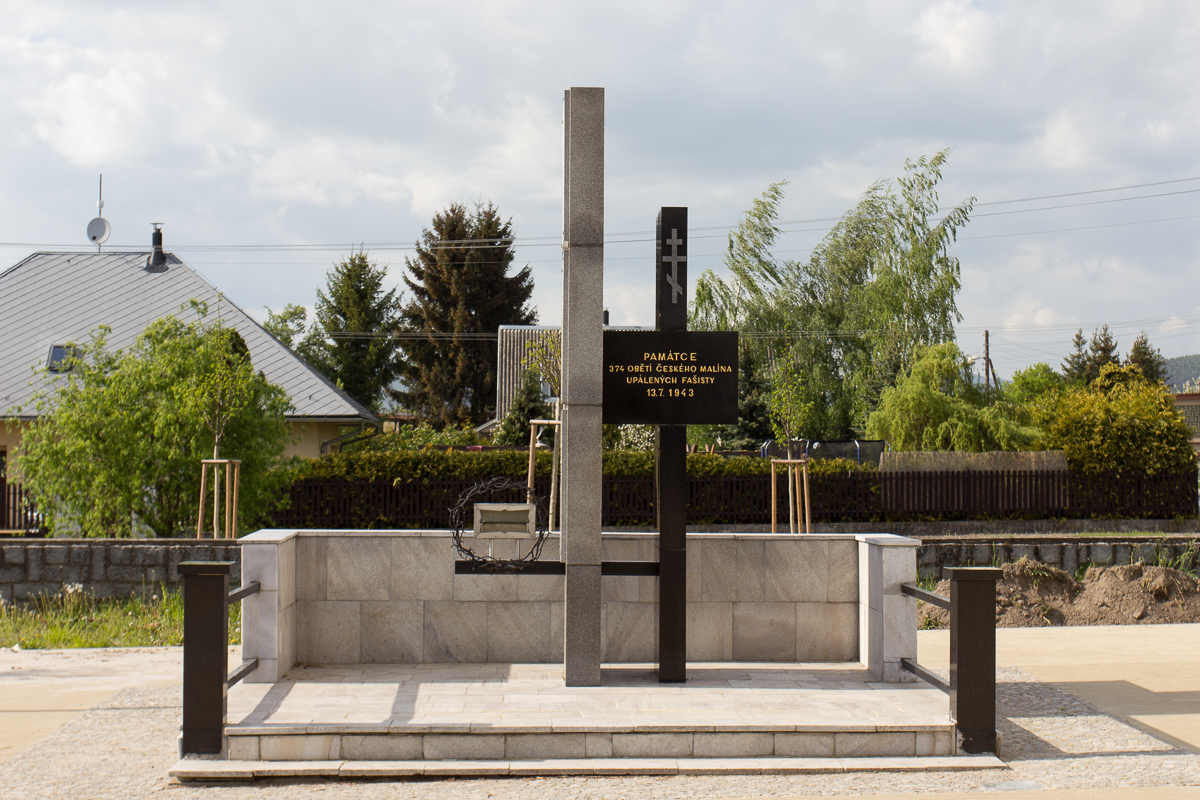
Památník obětem z Českého Malína nacházející se v Novém Malíně

Český Malín (též Malín Český, polsky Kolonia Malin nebo Malin kolonia) je česká obec na Ukrajině založená v druhé polovině 19. století českými přistěhovalci z Lounska, Žatecka a Rakovnicka, vypálená za druhé světové války Němci. Český Malín se nacházel vedle vsi (Ukrajinský) Malín.
Ves Malín (ukrajinsky Малин (Malyn), rusky Малин (Malin), polsky Malin) se dnes nachází v Mlynivském rajónu v Rovenské oblasti Ukrajiny. Dle knihy Hlasy z hořících domů: Lidice, Ležáky, Český Malín, Ploština, Prlov, Zákřov, Javoříčko (str. 107) se obec Český Malín nachází v okrese Ostrožec (rusky центр Острожецкого сельского совета) v oblasti Rovne. Za Druhé Polské republiky byly v Gmině Malin v Dubenském újezdu (újezd (okres) Dubno, polsky powiat dubieński) ve Volyňském vojvodství gromady Malin wieś a Malin kolonia.

## Historie

### Založení
V 60. letech 19. století lákala ruská carská vláda přistěhovalce, kteří by obdělávali nevyužitou půdu. Kromě její levné koupě poskytovala těmto lidem výhody, kterými bylo právo na zakládání výrobních podniků, právo na národní školství, právo na vlastní samosprávu, právo na náboženskou svobodu, osvobození od placení daní po dobu 20 let a osvobození od vojenské povinnosti.
Obec Český Malín byla založena v ukrajinské Volyni roku 1871 na pozemcích odkoupených od polského statkáře Kazimierze Sliwinskeho dvaceti rodinami z okolí Loun, Žatce a Rakovníka a postupně se rozrůstala. Byla zde postavena škola, kde se vyučovalo v českém jazyce. Roku 1884 byl vydán zákon, dle kterého muselo obyvatelstvo přejít na pravoslavné náboženství. V obci byla zřízena knihovna, dobrovolný hasičský sbor, ochotnický divadelní spolek, založena druhá (církevní) škola. Obec se rozvíjela díky pracovitosti a znalostem lidí, díky zavádění moderní zemědělské mechanizace a měla daleko vyšší úroveň, než okolní ukrajinské obce.

### 20. století
Do historie obce se negativně zapsaly události první světové války, kdy byla vážně poškozena. Po sovětsko-polské válce připadl roku 1921 Český Malín Polsku. Obec byla postupně obnovována, byl do ní zaveden elektrický proud. Zároveň došlo k obnově školství, kulturní a spolkové činnosti. Roku 1930 byla v obci založena družstevní mlékárna, roku 1934 stavba silnice, roku 1937 byl do vsi přiveden telefon a zřízena pošta. Ve druhé polovině 30. let byl vlivem polské protičeské propagandy, která vyústila v požadavky polského obyvatelstva na likvidaci českého školství a v požadavky na zabrání půdy českým rolníkům, negativně ovlivněn život českých osadníků na území Polska, a tedy i v Českém Malíně. Po přepadení východních oblastí Polska Sovětským svazem, který tuto oblast obsadil na základě tajného dodatku paktu Ribbentrop–Molotov, připadl Český Malín Sovětskému svazu. Byla zde zřízena nemocnice a od roku 1941 i kolchoz. Po přepadení SSSR nacistickým Německem byla obec okupována a patřila do sféry vlivu Třetí říše.

### Vypálení

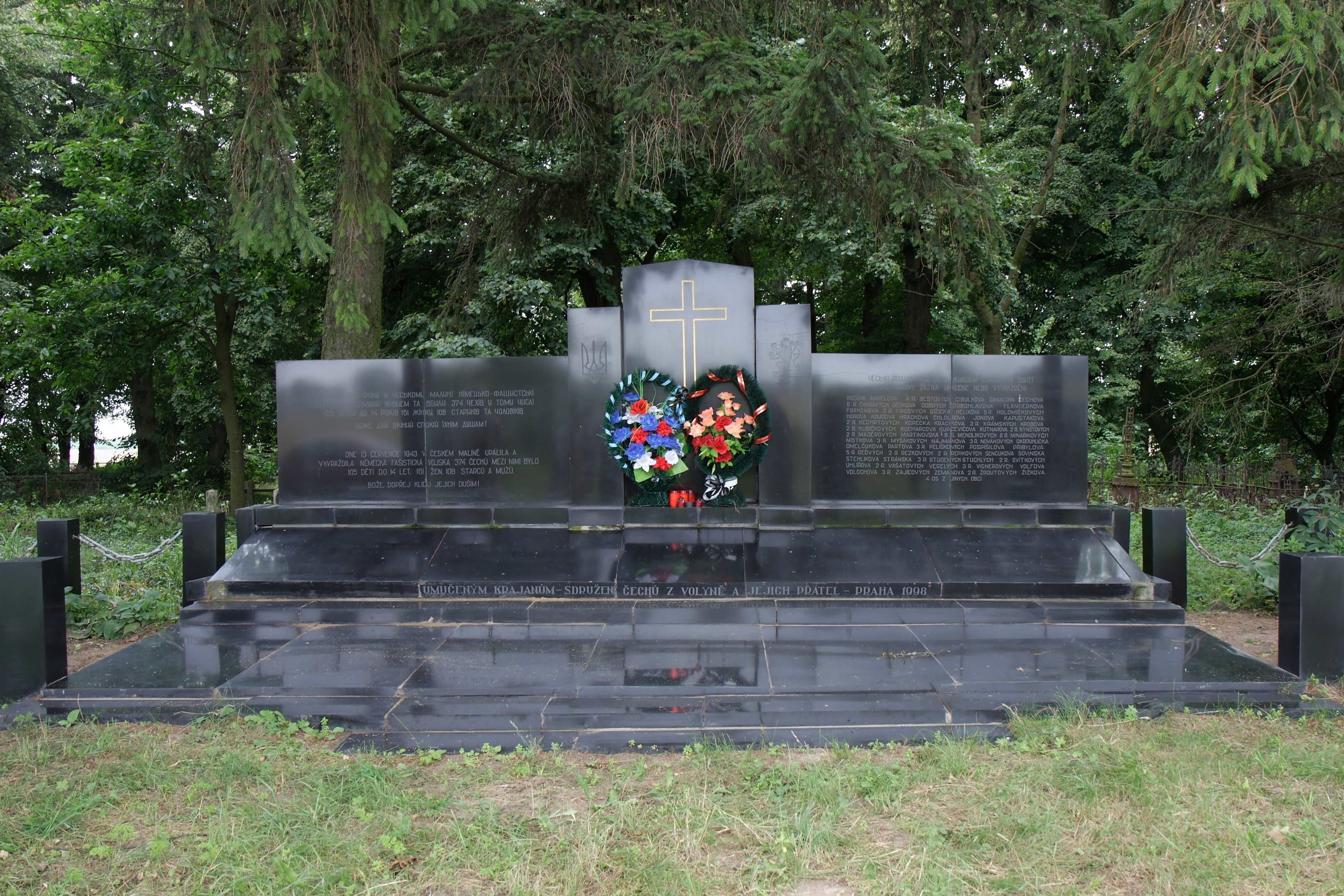
Památník obětem v Českém Malíně

Dne 13. července 1943 v ranních hodinách obsadily vsi Český Malín a sousední Ukrajinský Malín německé oddíly. Veškeré obyvatelstvo Českého Malína bylo vyhnáno na ulice, kde byli odděleni starci, ženy a děti od mužů. Po skupinách pak byli lidé odváděni do Ukrajinského Malína, odkud se již ozývala střelba. Někteří mladí muži byli přinuceni hnát ze vsi uloupený dobytek a odvážet nakradený majetek. V Ukrajinském Malíně Němci zahnali všechny muže a část žen po skupinách do kostela, školy a jiných budov, které polili hořlavinou a podpálili. Všichni, kteří se snažili utéci nebo vyskočit z oken, byli pobiti ranami z automatů a jiných zbraní. Většina starců, žen a dětí byla odvedena po skupinách nazpět do Českého Malína, kde jim bylo od velících důstojníků řečeno, že budou propuštěni. Místo toho byli však nahnáni do stodol a upáleni. Postupně Němci zapalovali i další budovy v obci. Zachránilo se pouze několik osob, které nebyly přítomny v obci, nebo které byly nuceny hnát uloupený dobytek a vézt nakradený majetek. Vesnice hořela týden, nalezené pozůstatky lidí byly pochovány ve společném hrobě na hřbitově v Českém Malíně. Zavražděno bylo z místních 104 mužů, 161 žen a 105 dětí do 14 let, dále 26 Poláků a 4 Češi, kteří v obci pobývali. Popelem lehlo 68 domů a 223 stodol.
Záminkou řádění bylo tvrzení Němců, že byli napadeni oddílem banderovců.

## Odraz ve světě
V dubnu 1944 zhlédli ruiny Českého Malína příslušníci 1. čs. samostatné brigády, kteří tento nacistický zločin zdokumentovali. Dle názvu obce byl pojmenován jeden z českých tanků 1. čs. armádního sboru v SSSR.
Dne 13. července 1947 při příležitosti čtvrtého výročí vypálení Českého Malína byla přejmenována obec Frankštát na Šumpersku na Nový Malín, do obce Nový Malín se přestěhovalo i několik přeživších obyvatel z Českého Malína.
Jedna z ulic v Praze 6-Bubenči nese od roku 1951 název Českomalínská.

## Každoroční vzpomínka v Žatci
Malínskou tragédii si připomíná každý rok Sdružení Čechů z Volyně a jejich přátel před žateckým hřbitovem u pomníku obětem. Ten v Žatci vznikl poté, co právě na Žatecko směřovala největší část volyňských Čechů, kteří se po druhé světové válce rozhodli vrátit do země svých předků. Repatriace využilo asi 33 tisíc volyňských Čechů, velkou zásluhu na tom měla žádost prezidenta Edvarda Beneše k J. V. Stalinovi. První transport reemigrantů vyjel z ukrajinského Dubna v lednu 1947. Většina volyňských Čechů se usídlila na Žatecku a Podbořansku.